# Kwantowa maszyna Turinga
Kwantowa maszyna Turinga (ang. quantum Turing machine, QTM), także uniwersalny komputer kwantowy (ang. universal quantum computer) to maszyna abstrakcyjna (ang. abstract mashine) używana do modelowania działania komputera kwantowego. Dostarcza prosty model obliczeń, który obejmuje wszystkie możliwości obliczeń kwantowych. To znaczy dowolny algorytm kwantowy może być formalnie opisany jako konkretna, kwantowa maszyna Turinga.